# STS-41D
STS-41D e дванадесетата мисия на НАСА по програмата Спейс шатъл и първи полет на совалката Дискавъри. Това е 6-дневна мисия, по време на който са проведени редица научни експеримента, а основният полезен товар на мисията са 3 комуникационни спътника.

## Екипаж
| Пост                         | Астронавт                               |
| ---------------------------- | --------------------------------------- |
| Командир                     | Хенри Хартсфийлд втори космически полет |
| Пилот                        | Майкъл Коутс първи космически полет     |
| Специалист на мисията 1      | Джудит Резник първи космически полет    |
| Специалист на мисията 2      | Стивън Хоули първи космически полет     |
| Специалист на мисията 3      | Ричард Малън първи космически полет     |
| Специалист по полезния товар | Чарлс Уокър първи космически полет      |

- Броят на полетите е преди и включително тази мисия.

## Полетът
Първоначално изстрелването е планирано за 25 юни 1984 г., но поради различни технически проблеми е отлагано няколко пъти. По време на тези 2 месеца закъснение е отменена мисия STS-41F, (мисия STS-41E е вече отменена) и полезния и товар е насочен за тази мисия. Общото му тегло е рекорд за космическа совалка дотогава. Това са 3 комуникационни спътника (SBS-D, Telstar 3C (Канада) и Syncom IV-2 (Leasat-2)). И трите спътника са изведени успешно в орбита.
Освен спътниците на борда се намира и ново устройство на слънчев панел, който в сгънато състояние е дебел 18 см, а разгънат е с размери 31 х 4 м. Астронавтът Ч. Уокър извършва експеримент по електрофореза с много по-голяма сложност от провежданите дотогава с продължителност общо над 100 часа. Всички експерименти на борда се заснимат с IMAX-камера, кадрите от които влизат в документалния филм The Dream is Alive.
Мисията приключва успешно след малко над 6 денонощия престой в космоса на писта 17 във Военновъздушната база „Едуардс“ на 5 септември. Пропътувала е над 4 млн. km след 97 обиколки около Земята.

## Параметри на мисията
- Маса:
  - При излитане: 119 511 кг
  - При кацане: 91 476 кг
  - Маса на полезния товар: 21 552 кг
- Перигей: 346 км
- Апогей: 354 км
- Инклинация: 28,5°
- Орбитален период: 90.6 мин.

## Галерия
- Извеждането на „SBS-D“.
- „Syncom IV-2“ в полет.
- Извеждането на „Telstar 3C“
- Експериментът със слънчевата батерия.